# Utirik
Utirik es un atolón de 10 islas en el océano Pacífico. Forma parte de las Islas Marshall. Ocupa un área de  2,4 km2 y encierra una laguna de  57,7 km2. Se encuentra a unos 47 km al este del atolón de Ujae. La población del atolón de Utirik es de 300-400 habitantes en 2020. Es una de las islas Marshall más septentrionales con población permanente.
Los islotes más grandes son:
- Utirik (Utrōk[2])
- Aon (Aon[2])
- Bikrak (Pekrak[2])
- Pike (Pike[2])
- Āllok (Āllok[2])
- Nalap (Ņa-ļap[2])

## Historia

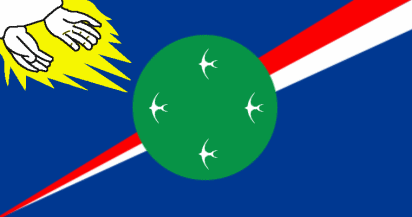
Bandera

En el atolón se han desenterrado artefactos históricos que datan de hacia el 380 a. C., entre ellos herramientas probablemente utilizadas por los primeros pueblos micronesios. Su primer avistamiento registrado fue realizado por el navegante español Álvaro de Saavedra a bordo del navío Florida el 29 de diciembre de 1527. Junto con los atolones Rongelap, Ailinginae y Toke, fueron cartografiados como Islas de los Reyes debido a la proximidad de la Epifanía. El atolón de Utirik fue reclamado por el Imperio de Alemania junto con el resto de las islas Marshall en 1884. Tras la Primera Guerra Mundial, la isla quedó bajo el Mandato de los Mares del Sur del Imperio de Japón. Tras la Segunda Guerra Mundial, Utirik pasó a estar bajo control de Estados Unidos como parte del Territorio en Fideicomiso de las Islas del Pacífico. Utirik fue uno de los cuatro atolones afectados por la lluvia radiactiva de Castle Bravo, la mayor de las numerosas pruebas nucleares realizadas en el atolón de Bikini inmediatamente después de la Segunda Guerra Mundial. Aún se están realizando investigaciones para determinar los niveles de radiación, aunque muchos científicos coinciden en que la radiación aún presente no tiene efectos nocivos. La isla forma parte de la República independiente de las Islas Marshall desde 1986.

## Educación
El Sistema de Escuelas Públicas de las Islas Marshall gestiona la Escuela Primaria de Utrik. La Escuela Secundaria de las Islas del Norte, en Wotje, atiende a la comunidad.

## Récord de temperatura
El 24 de agosto de 2016, el atolón de Utirik registró una temperatura de 35,6 °C (96,1 °F), que es la temperatura más alta que se ha registrado en las Islas Marshall.